# Station Barvaux
Station Barvaux is een spoorwegstation langs spoorlijn 43 in het dorp Barvaux, een deelgemeente van de stad Durbuy. Het is nu een stopplaats.

## Treindienst
| Serie       | Treinsoort            | Route | Bijzonderheden             |
| ----------- | --------------------- | --- | -------------------------- |
| L 5550      | L-trein (NMBS)        | Liers – Luik-Guillemins – Rivage – Barvaux – Marloie                                                                            |                            |
| P 7670/8670 | Piekuurtrein (NMBS)   | [ Namen – Sart-Bernard ] / [ Rochefort-Jemelle – [ Libramont ] / [ Barvaux – Rivage – Luik-Guillemins – Luik-Sint-Lambertus ] ] | Rijdt alleen op werkdagen. |
| ICT 6945    | Toeristentrein (NMBS) | Liers – Luik-Guillemins – Rivage – Barvaux – Marloie                                                                            | Rijdt in juli en augustus. |

## Galerij

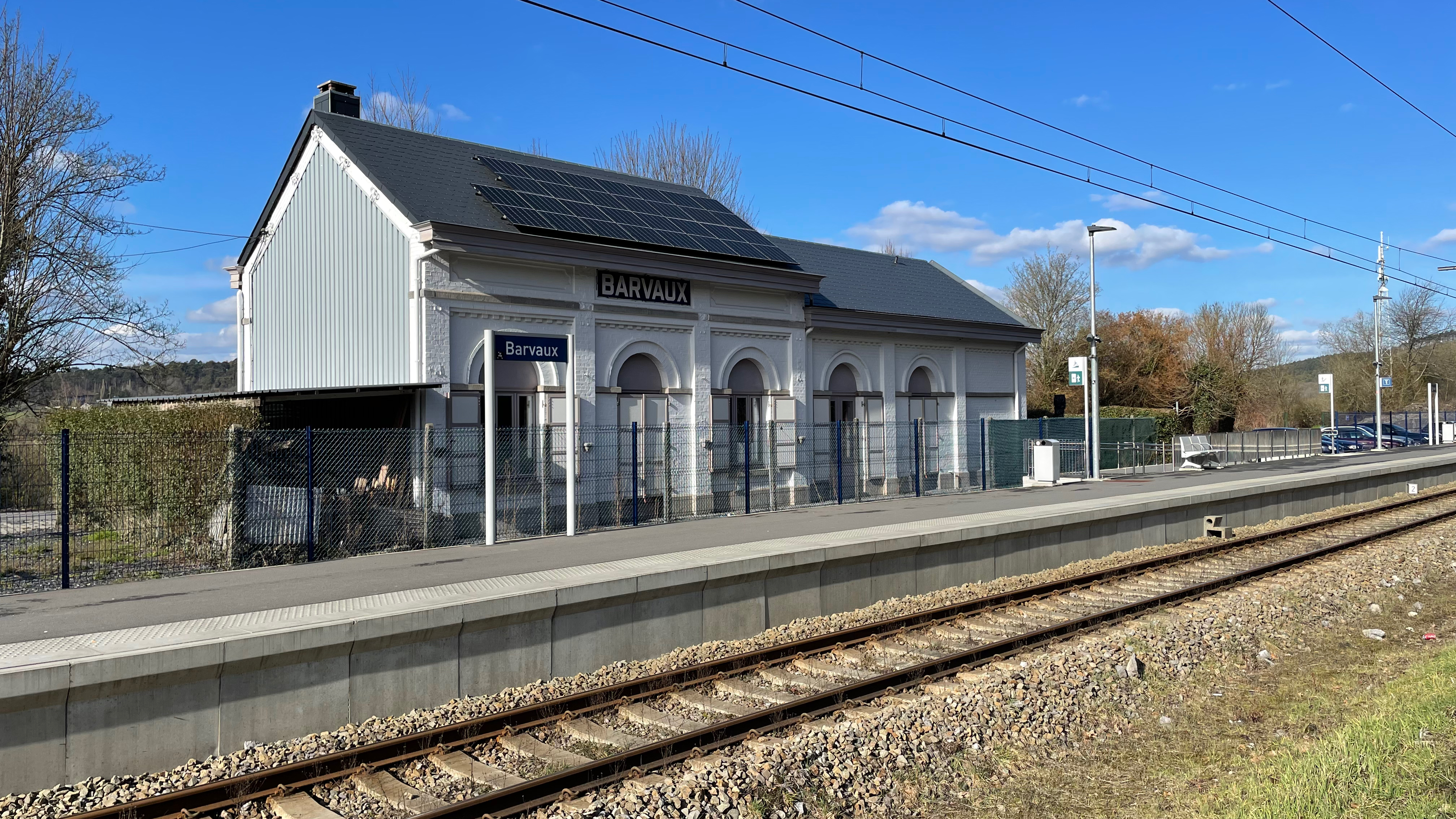
Het stationsgebouw
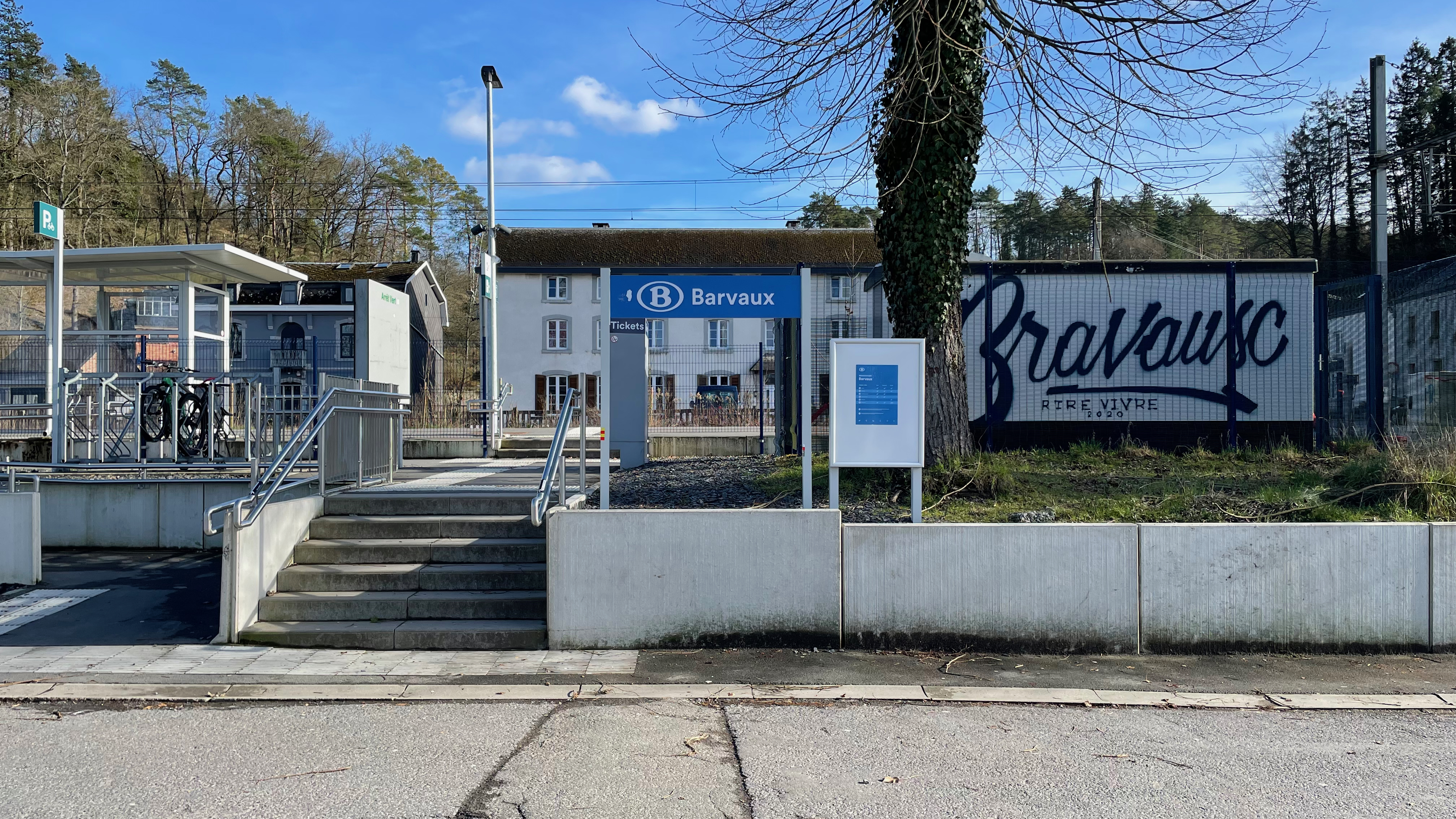
Toegang tot het station
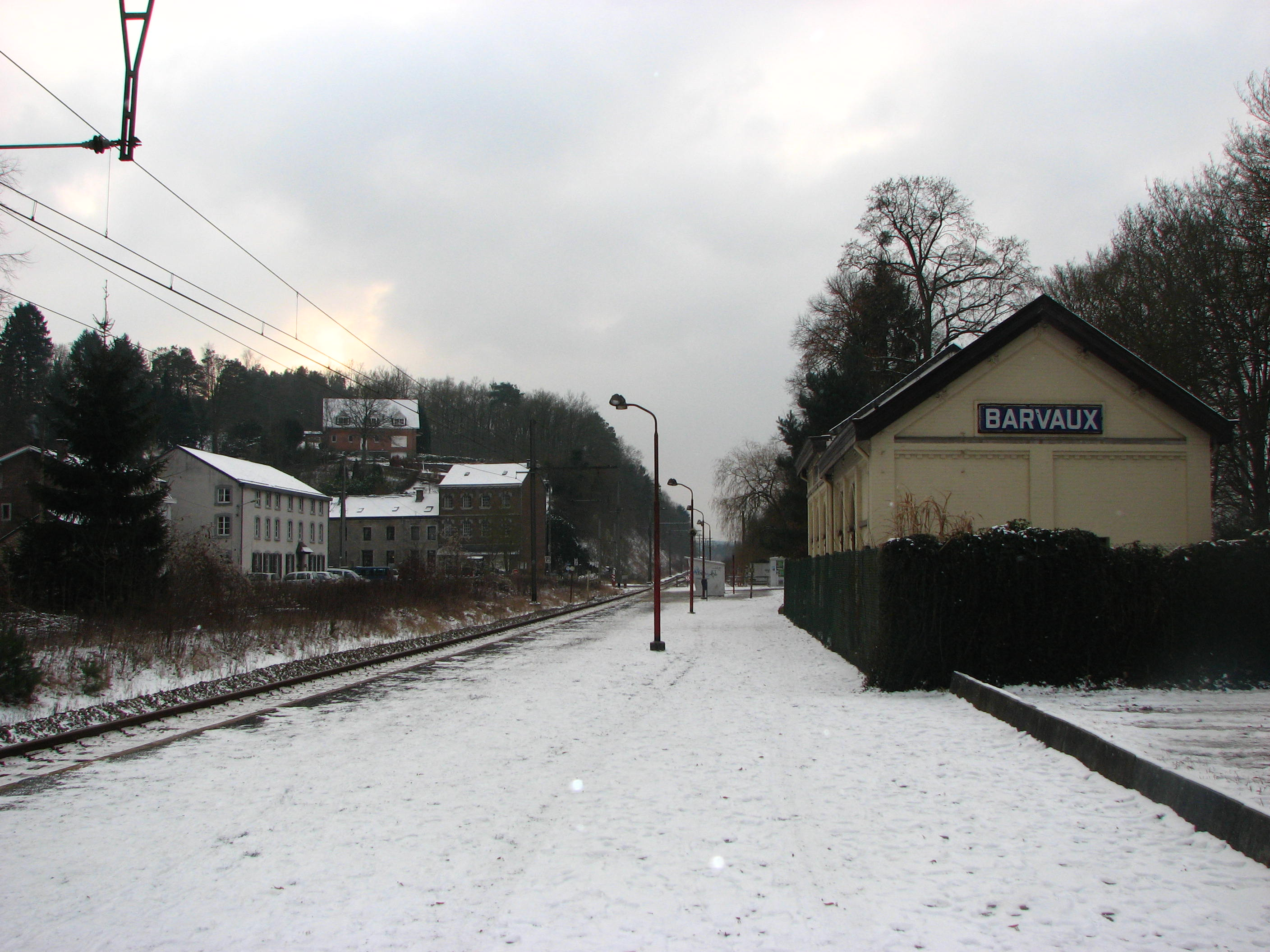
Zicht op het perron (2007)

## Reizigerstellingen
De grafiek en tabel geven het gemiddeld aantal instappende reizigers weer op een week-, zater- en zondag.
| Tabel: aantal instappende reizigers station Barvaux | Tabel: aantal instappende reizigers station Barvaux | Tabel: aantal instappende reizigers station Barvaux | Tabel: aantal instappende reizigers station Barvaux |
|                                                     | Weekdag                                             | Zaterdag                                            | Zondag                                              |
| --------------------------------------------------- | --------------------------------------------------- | --------------------------------------------------- | --------------------------------------------------- |
| 1977                                                | 274                                                 | 93                                                  | 130                                                 |
| 1978                                                | 280                                                 | 98                                                  | 100                                                 |
| 1979                                                | 358                                                 | 163                                                 | 137                                                 |
| 1980                                                | 346                                                 | 119                                                 | 153                                                 |
| 1981                                                | 342                                                 | 91                                                  | 132                                                 |
| 1982                                                | 331                                                 | 91                                                  | 135                                                 |
| 1983                                                | 310                                                 | 82                                                  | 115                                                 |
| 1984                                                | 320                                                 | 104                                                 | 155                                                 |
| 1985                                                | 299                                                 | 136                                                 | 210                                                 |
| 1986                                                | 319                                                 | 115                                                 | 173                                                 |
| 1987                                                | 342                                                 | 127                                                 | 164                                                 |
| 1988                                                | 361                                                 | 188                                                 | 214                                                 |
| 1989                                                | 259                                                 | 110                                                 | 261                                                 |
| 1990                                                | 204                                                 | 97                                                  | 97                                                  |
| 1991                                                | 250                                                 | 88                                                  | 209                                                 |
| 1992                                                | 270                                                 | 113                                                 | 245                                                 |
| 1993                                                | 222                                                 | 80                                                  | 163                                                 |
| 1994                                                | 242                                                 | 81                                                  | 182                                                 |
| 1995                                                | 179                                                 | 83                                                  | 85                                                  |
| 1996                                                | 184                                                 | 132                                                 | 140                                                 |
| 1997                                                | 219                                                 | 87                                                  | 247                                                 |
| 1998                                                | 247                                                 | 122                                                 | 185                                                 |
| 1999                                                | 173                                                 | 111                                                 | 197                                                 |
| 2000                                                | 225                                                 | 134                                                 | 164                                                 |
| 2001                                                | 256                                                 | 86                                                  | 84                                                  |
| 2002                                                | 269                                                 | 100                                                 | 153                                                 |
| 2003                                                | 248                                                 | 120                                                 | 161                                                 |
| 2004                                                | 270                                                 | 119                                                 | 212                                                 |
| 2005                                                | 279                                                 | 117                                                 | 180                                                 |
| 2006                                                | 269                                                 | 90                                                  | 190                                                 |
| 2007                                                | 227                                                 | 116                                                 | 168                                                 |
| 2008                                                | -                                                   | -                                                   | -                                                   |
| 2009                                                | 307                                                 | 115                                                 | 288                                                 |
| 2010                                                | -                                                   | -                                                   | -                                                   |
| 2011                                                | -                                                   | -                                                   | -                                                   |
| 2012                                                | 310                                                 | 122                                                 | 179                                                 |
| 2013                                                | 324                                                 | 110                                                 | 158                                                 |
| 2014                                                | 346                                                 | 112                                                 | 155                                                 |
| 2015                                                | 328                                                 | 170                                                 | 133                                                 |
| 2016                                                | 353                                                 | 130                                                 | 177                                                 |
| 2017                                                | 334                                                 | 127                                                 | 183                                                 |
| 2018                                                | 329                                                 | 107                                                 | 121                                                 |
| 2019                                                | 334                                                 | 109                                                 | 132                                                 |
| 2020                                                | 209                                                 | 96                                                  | 114                                                 |
| 2021                                                | -                                                   | -                                                   | -                                                   |
| 2022                                                | 424                                                 | 86                                                  | 110                                                 |
| 2023                                                | 523                                                 | 104                                                 | 138                                                 |
| 2024                                                | 385                                                 | 120                                                 | 160                                                 |

0,0: Angleur ·
1,2: Streupas ·
2,7: Sauheid ·
4,7: Colonster ·
5,3: Sainval ·
6,9: Tilff ·
10,2: Méry ·
11,6: Hony ·
12,6: Esneux ·
14,2: Souverain-Pré ·
15,2: La Gombe ·
16,3: Poulseur ·
18,0: Chanxhe ·
20,1: Rivage ·
21,0: Comblain-au-Pont ·
23,4: Comblain-la-Tour ·
29,4: Hamoir ·
33,4: Sy ·
37,1: Bomal ·
40,4: Barvaux ·
44,2: Biron ·
49,9: Melreux-Hotton ·
54,0: Marenne ·
58,7: Marche-en-Famenne ·
62,0: Marloie